# Jérôme Pouly
Jérôme Pouly est un acteur français,ex-sociétaire de la Comédie-Française, ancien élève du cours Florent et du Conservatoire national supérieur d'art dramatique dans les classes de Catherine Hiegel et Muriel Mayette. Il a enseigné quelques années dans un grand cours de théâtre parisien.

## Biographie
Il a été élève au Collège Champollion de Dijon (Côte-d'Or).

## Théâtre

### Comédie-Française
Il est entré à la Comédie-Française le 20 juin 1998 et en est devenu sociétaire le 1er janvier 2004. Il est le 510e comédien de la Comédie-Française à obtenir ce titre. Il quitte la troupe le 31 décembre 2023.
- 1999 : L'Île morte de René Zahnd, mise en scène Henri Ronse, Théâtre du Vieux-Colombier
- 2000 : Amorphe d'Ottenburg de Jean-Claude Grumberg, mise en scène Jean-Michel Ribes, Salle Richelieu
- 2005 : Les Bacchantes d'Euripide, mise en scène André Wilms
- 2006 : Les Grelots du fou de Luigi Pirandello, mise en scène Claude Stratz, Théâtre des Célestins
- 2008 : Le Mariage forcé de Molière, mise en scène Pierre Pradinas, Studio-Théâtre
- 2009 : La Grande Magie d'Eduardo De Filippo, mise en scène Dan Jemmett, Salle Richelieu
- 2009 : L'Avare de Molière, mise en scène Catherine Hiegel, Salle Richelieu
- 2009 : Les Contes du chat perché : Le Loup de Marcel Aymé, mise en scène Véronique Vella, Studio-Théâtre
- 2010 : Le Mariage forcé de Molière et Lully, mise en scène Pierre Pradinas, Studio-Théâtre
- 2010 : Cyrano de Bergerac d'Edmond Rostand, mise en scène Denis Podalydès, Salle Richelieu
- 2010 : L'Avare de Molière, mise en scène Catherine Hiegel, Salle Richelieu
- 2010 : La Grande Magie d'Eduardo De Filippo, mise en scène Dan Jemmett, Salle Richelieu
- 2010 : Un fil à la patte de Georges Feydeau, mise en scène Jérôme Deschamps, Salle Richelieu
- 2011 : L'Opéra de quat'sous de Bertolt Brecht et Kurt Weill, mise en scène Laurent Pelly, Salle Richelieu
- 2011 : L'Avare de Molière, mise en scène Catherine Hiegel, Salle Richelieu, Maitre Jacques
- 2011 : Un fil à la patte de Georges Feydeau, mise en scène Jérôme Deschamps, Salle Richelieu, Jean
- 2012 : La Trilogie de la Villégiature de Carlo Goldoni, mise en scène Alain Françon, Théâtre Éphémère, Cecco
- 2012 : Amphitryon de Molière m.e.s Jacques Vincet, Amphitryon
- 2012 : Un Chapeau de paille d'Italie d'Eugène Labiche, mise en scène Giorgio Barberio Corsetti, Salle Richelieu, Beaupertuis
- 2012-2013 : Hernani de Victor Hugo, mise en scène Nicolas Lormeau, Théâtre du Vieux-Colombier, Don Carlos
- 2013 : Hamlet de William Shakespeare, mise en scène Dan Jemmett, Salle Richelieu, Laërte
- 2016 : Le Cerf et le Chien d'après Les Contes du chat perché de Marcel Aymé, mise en scène Véronique Vella, Studio-Théâtre, Le Chien
- 2018 : L'Heureux Stratagème de Marivaux, mise en scène Emmanuel Daumas, Théâtre du Vieux-Colombier
- 2019 : Les Oubliés de et mise en scène Julie Bertin et Jade Herbulot, Théâtre du Vieux-Colombier
- 2019 : Jules César de William Shakespeare, mise en scène Rodolphe Dana, Théâtre du Vieux Colombier
- 2019 : La Petite sirène, mise en scène Géraldine Martineau, Studio-Théâtre
- 2020 : Hors la loi de Pauline Bureau, mise en scène de l'auteur, Théâtre du Vieux-Colombier
- 2022 : L'Avare de Molière, mise en scène Lilo Baur, Salle Richelieu

### Hors Comédie-Française
- 2024 : La serva amorosa de Carlo Goldoni, mise en scène Catherine Hiegel, Théâtre de la Porte Saint-Martin

## Filmographie

### Cinéma
- 1998 : Talents Cannes Adami, de Richard Dembo (court-métrage)
- 2002 : Vendredi soir de Claire Denis : le deuxième homme de l'accrochage
- 2004 : 5×2 de François Ozon
- 2005 : Le Démon de Midi de Marie-Pascale Osterrieth : Didier
- 2005 : Saint-Jacques… La Mecque de Coline Serreau : Mingo
- 2005 : Comment on freine dans une descente d'Alix Delaporte (moyen-métrage)
- 2009 : J'ai oublié de te dire de Laurent Vinas-Raymond : Frédo
- 2011 : Rendez-vous avec un ange d'Yves Thomas et Sophie de Daruvar : le détective
- 2012 : Zarafa de Rémi Bezançon et Jean-Christophe Lie : (voix)
- 2012 : Le Guetteur de Michele Placido : David
- 2017 : Si j'étais un homme d'Audrey Dana : le patron
- 2018 : Fleuve noir d'Erick Zonca : Raphaël Arnault
- 2018 : L'Empereur de Paris de Jean-François Richet : Cartaud
- 2022 : Hawa de Maïmouna Doucouré : Jacky
- 2023 : Une nuit d'Alex Lutz : Alain
- 2024 : Le Déluge de Gianluca Jodice : Bourreau Sanson
- 2025 : Le Routard de Philippe Mechelen

### Télévision
- 1992 : C'était la guerre de Maurice Failevic
- 1994 : Novacek de Peter Goedel
- 2000 : Des croix sur la mère de Luc Béraud
- 2002 : Nés de la mère du monde de Denise Chalem
- 2003 : Julie Lescaut, épisode 3 saison 12, Soupçons de Pascale Dallet : avocat Dubreuil
- 2004 : Allons petits enfants de Thierry Binisti
- 2006 : Brigade Navarro
- 2007 : Moi, Louis, enfant de la mine de Thierry Binisti : Rouville
- 2007 : Versailles, le rêve d'un roi de Thierry Binisti : Colbert
- 2007 : On choisit pas ses parents de Thierry Binisti : François
- 2007 : Sable noir 2 : Les Âmes battées de Benjamin Holmsteen (court-métrage)
- 2008 : La Cour des grands de Christophe Barraud : Nicolas Genest
- 2010 : Boulevard du palais, épisode Trop jeune pour toi de Thierry Petit : Yann Mareuil
- 2011 : Marthe Richard de Thierry Binisti
- 2013 : Les Anonymes - Ùn' pienghjite micca de Pierre Schoeller : Bourbane
- 2016 : Les Pieds dans le tapis de Nader Takmil Homayoun : Hector
- 2020 : Les Copains d'abord de Denis Imbert : Jean-Luc
- 2020 : Meurtres à Granville de Christophe Douchand : Benjamin Vaugand
- 2020 : Hortense de Thierry Binisti : Rémi Gautier
- 2021 : Crime à Biot de Christophe Douchand : Stéphane Caron
- 2022 : Jeux d'influence, saison 2 de Jean-Xavier de Lestrade : Alain Cauchard
- 2023 : Les Petits Meurtres d'Agatha Christie, épisode Mortel Karma de Christophe Douchand : Charles
- 2024 : Becoming Karl Lagerfeld (mini-série télévisée Disney +) : Maurice Bidermann
- 2024 : L'École des espions d'Elsa Bennett : Bernard
- 2025 : Haut les cœurs d'Antoine Garceau : Aimé

## Doublage

### Films
- 2012 : Blanche-Neige et le Chasseur : Coll (Toby Jones)
- 2012 : Captive : John Bernstein (Marc Zanetta)
- 2013 : Shadow Dancer : Kevin Mulville (David Wilmot)
- 2014 : The Babadook : Robbie (Daniel Henshall)
- 2022 : Sans filtre : Jormo Björkman (Henrik Dorsin)
- 2023 : The Old Oak : T.J. Ballantyne (Dave Turner)

### Films d'animation
- 2024 : Moi, moche et méchant 4 : Karl